# La Cambe
La Cambe (la kɑ̃bⓘ) es una población y comuna francesa, situada en la región de Baja Normandía, departamento de Calvados, en el distrito de Bayeux y cantón de Isigny-sur-Mer.

## Demografía
| 810 | 822 | 1 011 | 873 | 785 | 840 | 880 | 903 | 903 | 888 | 890 | 914 | 932 | 943 | 930 | 901 | 931 | 874 | 817 | 750 | 781 | 634 | 584 | 639 | 666 | 688 | 742 | 730 | 615 | 540 | 552 | 588 | 518 |
| Para los censos de 1962 a 1999 la población legal corresponde a la población sin duplicidades (Fuente: INSEE [Consultar]) |     |       |     |     |     |     |     |     |     |     |     |     |     |     |     |     |     |     |     |     |     |     |     |     |     |     |     |     |     |     |     |     |